# حقوق الإنسان في ساموا
يبلغ عدد سكان ساموا- رسميًا دولة ساموا المستقلة- حوالي 188 ألف نسمة. حصلت ساموا على استقلالها عن نيوزيلندا في عام 1962، ولديها نظام وستمنستر للديمقراطية البرلمانية التي تتضمن جوانب من الممارسات التقليدية. تضم الحكومة حزب حماية حقوق الإنسان، وهو ضمنها منذ أكثر من عشرين عامًا. وافقت ساموا على اتفاقية حقوق الأشخاص ذوي الإعاقة والبروتوكولات الاختيارية الثلاثة لاتفاقية حقوق الطفل في عام 2016.
ما تزال بعض مسائل حقوق الإنسان عالقة، رغم أن دستور دولة ساموا المستقلة ينص على حماية بعض حقوق الإنسان الأساسية، وتشمل المجالات الرئيسية المثيرة للقلق: نقص تمثيل النساء، والعنف المنزلي، وظروف السجون السيئة. أشارت التقارير الصادرة تحت رعاية الأمم المتحدة إلى أن المواقف المجتمعية مترددة تجاه حقوق الإنسان، ويعزى ذلك إلى القلق من أن إنفاذ هذه الحقوق سيكون على حساب العادات والتقاليد الساموية. تعدّ مسألة حقوق أفراد مجتمع الميم مثيرة للقلق في البلاد لأن المثلية الجنسية غير قانونية.

## الالتزامات بالمعاهدات الدولية
وافقت ساموا- عضو في الأمم المتحدة- على اتفاقية القضاء على جميع أشكال التمييز ضد المرأة (سيداو)، واتفاقية حقوق الطفل، والعهد الدولي الخاص بالحقوق المدنية والسياسية، ونظام روما الأساسي للمحكمة الجنائية الدولية، والاتفاقيات الثماني الأساسية لمنظمة العمل الدولية. وقعت ساموا على الاتفاقية الدولية لحماية كل الأشخاص من الاختفاء القسري في عام 2012.
فشلت ساموا سابقًا في إصدار التقارير ضمن الأطر الزمنية المحددة للاتفاقيات، بسبب محدودية الموارد، إذ قدمت ساموا تقاريرها الدورية الأولية والثانية والثالثة بموجب اتفاقية القضاء على جميع أشكال التمييز ضد المرأة كوثيقة واحدة في مايو 2003، بينما كانت مواعيد تقديمها في 1993 و1997 و2001 على التوالي.
أُعرب عن القلق فيما يتعلق بإدماج ساموا المحدود للالتزامات بالمعاهدات في قانونها الوطني. أعربت اتفاقية القضاء على جميع أشكال التمييز ضد المرأة عن قلقها في عام 2005 إزاء عدم وجود إطار زمني لإصلاح التشريعات المحلية بما يتماشى مع الاتفاقية.
أصدرت ساموا دعوة دائمة لجميع المكلفين بولايات الإجراءات الخاصة في الأمم المتحدة في عام 2011، ردًا على التوصيات.

## الآليات الوطنية لإنفاذ حقوق الإنسان
اتُّجه نحو تأسيس لجنة لحقوق الإنسان في ساموا، لأنها لا تمتلك تشريعات أو مؤسسة شاملة خاصة بحقوق الإنسان. اتُّفق على «إعلان ساموا» المشترك في عام 2009 ين العديد من دول جزر المحيط الهادئ، وأكد الإعلان على أهمية المؤسسات الوطنية لحقوق الإنسان وشجع الدول على إنشاء مثل هذه الهيئات. نفذت ساموا خطة قطاع القانون والعدالة للفترة 2008-2012 والتي تهدف إلى تضمين إنشاء مجلس حقوق الإنسان.
كررت ساموا عزمها على القيام بذلك في الاستعراض الدوري الشامل في عام 2011 وتلقت توصيات بأن يتأسس في البداية داخل مكتب ديوان المظالم. أقر برلمان ساموا قانون ديوان المظالم لإدراج حقوق الإنسان كجزء من وظائف ديوان المظالم الحالي.

## المشاركة السياسية

### النظام الانتخابي
تحقق حق الاقتراع العام في عام 1991 لجميع مواطني ساموا البالغة أعمارهم 21 عامًا فما فوق. تندرج تقاليد ساموا في النظام الانتخابي. يترشح شخص واحد بالإجماع ليكون رئيسًا (فامتاي) لكل قرية ويمكن فقط لمن لديهم لقب زعيم الترشح لانتخابات مقاعد ساموا البالغ عددها 47 مقعدًا، مع بقاء مقعدين لغير المواطنين.
أوصت منظمات سونغو بتعديل النظام الانتخابي للسماح لأي مواطن بالترشح للانتخابات بدلًا من اقتصاره على أولئك الذين رشحتهم القرية فقط.